# ۲۴ دی
۲۴ دی سیصدمین روز سال در گاه‌شماری خورشیدی است. به پایان سال ۶۵ روز (۶۶ روز در سال کبیسه) باقی‌است.

## رویدادها
- ۱۳۶۵ - عملیات کربلای ۶
- ۱۳۸۳ - آتش‌سوزی در مدرسه سفیلان
- ۱۳۹۷ - حادثه ۲۴ دی ۱۳۹۷ فروند بوئینگ ۷۰۷ نهاجا
- ۱۴۰۱ - کارزار من وکالت می‌دهم در جهت حمایت از رضا پهلوی توسط مخالفان نظام جمهوری اسلامی ایران ایجاد شد
- ۱۴۰۲ - آزادی الهه محمدی و نیلوفر حامدی با قرار وثیقه
- ۱۴۰۲ - رقابت ۲۴ دی ۱۴۰۲ تیم ملی فوتبال ایران با تیم ملی فوتبال فلسطین در جام ملت‌های آسیا ۲۰۲۳

## زادروزها
- ۱۳۴۴ - نادیا مفتونی، پژوهشگر
- ۱۳۵۴ - سپیده، خواننده
- ۱۳۶۷ - سامان آقازمانی، بازیکن فوتبال
- ۱۳۷۵ - ابوالفضل درویش وند، بازیکن فوتبال
- ۱۳۸۰ - میترا اصغرزاده، شطرنج‌باز

## درگذشتگان
- ۱۳۷۵ - احمد تفضلی، پژوهشگر، مترجم، زبان‌شناس و ایران‌شناس
- ۱۳۷۶ - محمد قاضی، مترجم و نویسنده